# Young Island, Nunavut (Hudson Bay)
Young Island är en ö i Kanada.   Den ligger i territoriet Nunavut, i den östra delen av landet, 1 500 km norr om huvudstaden Ottawa. Arean är 3,1 kvadratkilometer.
Terrängen på Young Island är mycket platt. Öns högsta punkt är 43 meter över havet. Den sträcker sig 2,4 kilometer i nord-sydlig riktning, och 3,7 kilometer i öst-västlig riktning.